# Mário Pinotti
Mario Pinotti (Brotas, 21 de janeiro de 1894 — Rio de Janeiro, 3 de março de 1972) foi um médico sanitarista brasileiro e o primeiro prefeito do município de Nova Iguaçu.
Seu nome batiza o Hospital Pronto Socorro Municipal Mario Pinotti, em Belém. Há também a rua Professor Mario Pinotti, localizada em Nova Cruz, cidade do interior do Rio Grande do Norte e a Avenida Mário Pinotti em Brotas São Paulo. 
No município de Siriri, estado de Sergipe, a praça da matriz é batizada em seu nome, em agradecimento pelo convênio firmado em 1955 entre o Ministério da Saúde e a Prefeitura Municipal de Siriri, na gestão do prefeito Dr. José Barbosa Sobrinho. Convênio este, em face do estado de saúde precária da comunidade siririense. (Ricardina Oliveira Souza, Livro: "Remanso: a fascinante história da cidade de Siriri e seus belíssimos episódios", p.52).
Era filho de Rafael Vitório Pinotti e de Precilda Bossel Pinotti. Formou-se pela Faculdade de Medicina do Rio de Janeiro em 1918. Foi inspetor sanitário rural do Departamento Nacional de Saúde Pública. Primeiro prefeito do município de Nova Iguaçu (1919-1922), diretor do Departamento Nacional da Malária (1942) e do Departamento Nacional de Saúde (1945). 
Foi ministro da Saúde nos governos de Getúlio Vargas (1950-1954) e Juscelino Kubitschek (1955-1960).
Foi diretor do Departamento Nacional de Endemias Rurais (1956) e Presidente da Liga Brasileira de Assistência (1957-1959). Foi membro titular da Academia Nacional de Medicina (1957).

## Obras
- O problema da malária transmitida por Kerteszia no sul do Brasil
- Grande programa de erradicação da malária no Brasil, 1951
- Campanha  contra a doença de Chagas, 1956
- Vida e morte do brasileiro, 1959